# 1683年から1684年の大寒波

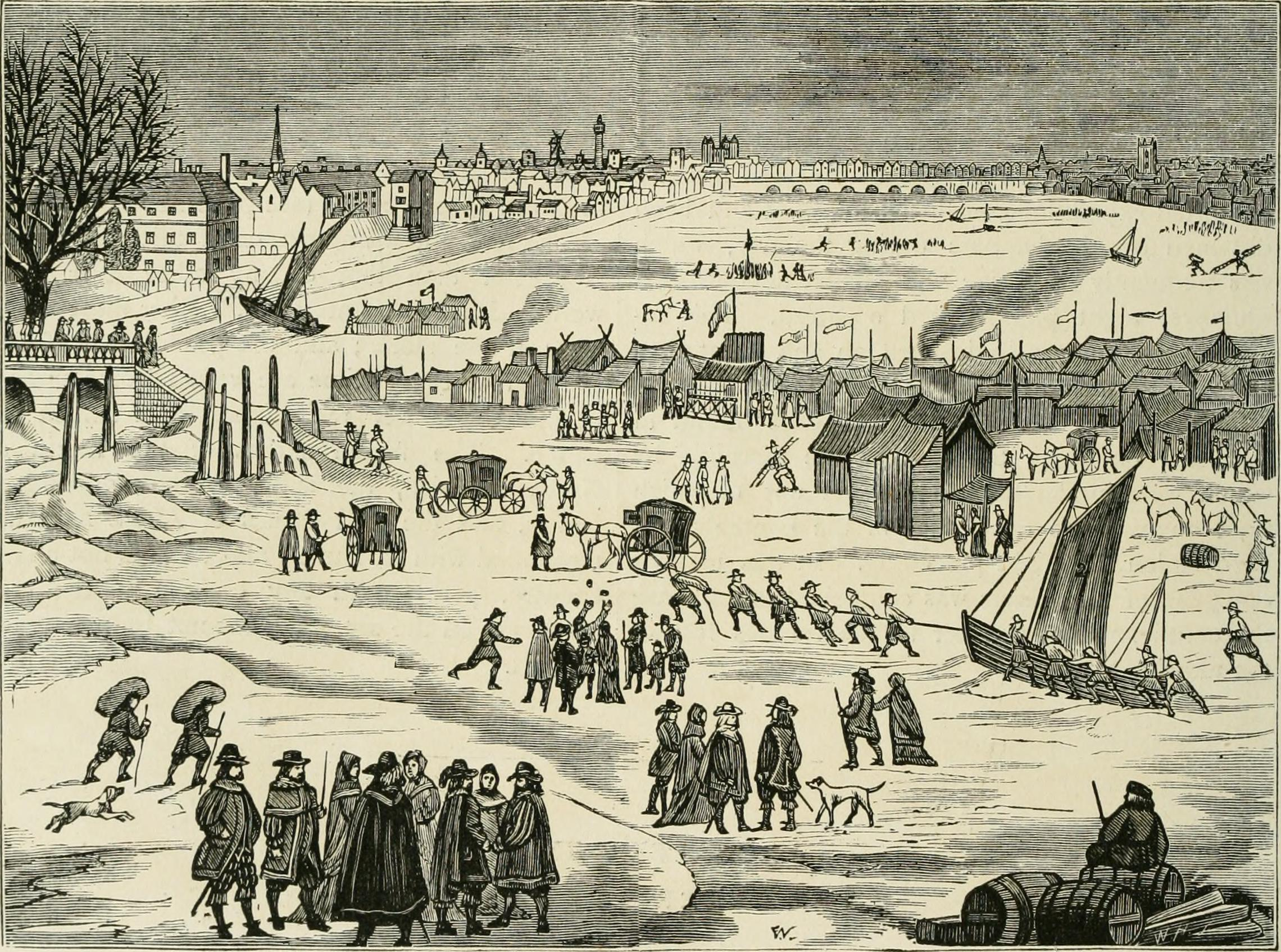
1683年から1684年に開かれたテムズ川の氷上フェア

1683年から1684年の大寒波（1683ねんから1684ねんのだいかんぱ、英語: Great Frost of 1683–84）は、イングランドの記録に残る史上最悪の寒波であった。寒波の間、テムズ川の水面は30センチメートルの深さまで凍ったと報告された。この大寒波はテムズ川の氷上フェアの開催を可能にした。この寒波によって凍結したテムズ川の上で行われた余興によって、チッパーフィールドのサーカスが始まった。ラルフ・ソアーズビーによれば、1か月にわたってエア川が固く凍結したリーズでも氷上フェアが行われ、ローストビーフを焼いたり、氷上でスポーツを行ったりといったことが行われた。

## 気象記録
イギリス気象庁による中央イングランドの気温記録によれば、1683年から1684年にかけての冬の中央イングランドの平均気温は-1.2 ℃で、1659年以降で最も低かった。1684年1月の平均気温は-3.0 ℃と1795年の-3.1 ℃に次いで過去2番目に低く、1684年2月は-1.0 ℃で過去5番目、1683年12月は0.5 ℃で過去13番目の低さであった。

## テムズ川の氷上フェア
この冬の氷上フェアは過去最も盛大に祝われた。競馬や馬車での競争、アイススケート、人形劇、フットボール、9ピンのボウリング、そりなどが行われた。他にも、現代であれば残酷であったり物議を醸したり、違法でさえあったりすると考えられるであろう活動も行われた。そのような活動には牛いじめ、キツネの狩猟、鶏投げなどがあった。